# Свободен хардуер
Свободен хардуер е термин, който се използва за хардуер, авторите на който дават на потребителя правото да го използва, копира, изучава, променя и подобрява. Ползва се също и терминът отворен хардуер.
За да бъде свободен един хардуер, трябва да са гарантирани следните четири основни свободи на потребителя:
- Свобода да използва хардуера за всякакви нужди. („свобода 0“)
- Свобода да изучава начина на работа на хардуера и да го променя за собствени нужди. („свобода 1“)
- Свобода да разпространява хардуера (изходния код и материални копия). („свобода 2“)
- Свобода да променя хардуера и да разпространява променената версия (изходния код и материални копия). („свобода 3“)

За да бъдат осигурени свободи 1 и 3 е необходим достъп до изходния код на хардуера (принципна схема, чертежи на печатни платки и др.).
За даден хардуер казваме, че е свободен хардуер, когато потребителят получава тези четири свободи заедно с хардуера.
Съществуват различни лицензи, които дават на потребителя тези свободи. Много често се използва лицензът GNU General Public License (GNU GPL), въпреки че този лиценз е разработен за свободния софтуер. Лицензът GNU GPL се използва в най-популярната свободна операционната система GNU/Linux.
Подобен лиценз, но предназначен главно за документация, е GNU Free Documentation License (GNU FDL). Този лиценз се използва също и за свободен хардуер (напр. Ronja). Материалите в тази енциклопедия са публикувани при условията на GNU FDL.
Друг лиценз, който е разработен за софтуер, но се ползва и за хардуер е BSD license.